# Arriva Paperetta Yè-Yè
Arriva Paperetta Yè-Yè è una storia realizzata interamente da Romano Scarpa e inchiostrata da Giorgio Cavazzano e pubblicata su Topolino n. 577 del 18 dicembre 1966. La storia segna l'esordio del personaggio di Paperetta Yè-Yè.

## Trama
Zio Paperone riceve una lettera inattesa dalla sua vecchia fiamma Doretta Doremì. Volato a Dollar City, Paperone scopre che Doretta vive in un ospizio per anziani e che ha una nipote, Paperetta Yè-Yè, che sta per uscire dal collegio; non avendo parenti a cui affidarla, Doretta chiede a Paperone di portarla con sé a Paperopoli. Dopo un iniziale rifiuto, Paperone si fa intenerire e i due fanno ritorno a Paperopoli, dove sono accolti dalla famiglia dei paperi al completo, curiosi di conoscere la nuova arrivata. Mentre l'irrefrenabile Paperetta si diverte con Qui, Quo e Qua formando un complesso musicale yéyé, Zio Paperone organizza una festa in maschera di benvenuto.
Alla festa partecipa l'intera banda dei paperi ma Paperetta non si fa viva: i nipotini l'hanno vista fuggire in taxi dopo aver speso in vestiti tutti i soldi guadagnati con il complesso musicale. Ma proprio quando i Bassotti stavano per rovinare la festa derubando Paperone, nella sala irrompe una diligenza con a bordo Paperetta, che non voleva che la nonna Doretta mancasse alla festa, e le aveva donato dei vestiti adatti a partecipare. Prima del festoso finale, avviene un incontro tra Doretta e Brigitta, visibilmente gelosa, in cui l'anziana papera dice di essere troppo vecchia per conquistare il cuore di Paperone e rivela a Brigitta il segreto per essere ricambiata: «fargli credere che adorate la sua taccagneria più di lui stesso».

## Doretta e Brigitta
In questa storia Scarpa riprende il personaggio di Doretta Doremì, creato tredici anni prima da Carl Barks per Zio Paperone e la Stella del Polo. Nella storia è evidente come sia ancora vivo il coinvolgimento emotivo tra i due (al suo ricordo Paperone diventa malinconico, e salvo dissimulare ogni sentimento nelle parole che le rivolge, mostra una malcelata attenzione nei suoi riguardi, mentre Doretta si preoccupa sempre di apparirgli con un aspetto ben curato). Tuttavia, a differenza della Doretta disegnata da Don Rosa nella saga di Paperon de' Paperoni negli anni Novanta, qui appare rassegnata alla vecchiaia e a non essere più desiderabile: Scarpa passa quindi il testimone di amante di Paperone al personaggio di Brigitta McBridge, da lui inventato nel 1960.